# Hemicycliophora typica
Espèce
Synonymes
- Procriconema membranifer Micoletzky, 1925[2]

Hemicycliophora typica est une espèce de nématodes phytopathogènes de la famille des Hemicycliophoridae.

## Répartition
Ce nématode est présent en Afrique du Sud, en Australie, en Europe (Estonie, Allemagne, Hongrie, Italie, Pologne, Roumanie, Slovénie, Suède et Pays-Bas), au Venezuela.

## Description morphologie
Hemicycliophora typica se distingue par la forme de la queue, les champs latéraux simples et la spicule semi-circulaire.

### Femelles
Le corps des femelles est légèrement incurvé ventralement, presque droit. La gaine cuticulaire est très étroitement accolée au corps ; le champ latéral extérieur de la cuticule est divisé en de nombreux petits blocs par de nombreuses lignes longitudinales. Le champ latéral commence par une seule ligne sur la partie antérieure du corps, puis se transforme en deux ou trois lignes longitudinales. Cette disposition se transforme ensuite en une bande unie, donnant l'impression que la cuticule est légèrement repliée vers l'intérieur, et peut se transformer à nouveau en deux ou trois lignes pour se terminer par une seule ligne sur la queue. La région labiale est arrondie, avec deux anneaux ; le disque labial est arrondi, parfois légèrement surélevé ; le cadre céphalique est modérément sclérifié. Le stylet (en) est légèrement incurvé ; les boutons sont arrondis, inclinés vers l'arrière avec une cavité distincte à la base. Les pores excréteurs sont situés légèrement en arrière de l'extrémité du pharynx. Les lèvres vulvaires sont légèrement saillantes, non allongées. La spermathèque est ronde, contenant des spermatozoïdes. La queue s'effile graduellement derrière l'anus jusqu'à une extrémité conoïde.
Les juvéniles de quatrième stade sont semblables à la femelle adulte. Leur corps est presque droit. La gaine cuticulaire est adossée au corps uniquement dans la région antérieure. Le disque labial est arrondi, surélevé. Les stylets sont légèrement incurvés ; les boutons arrondis, inclinés vers l'arrière avec une cavité distincte à la base. Le système reproducteur est en développement, allongé, multicellulaire.

### Mâles
Les mâle mesurent 1 mm de long. Leur cuticule est marquée par des stries fines mais distinctes. Les champs latéraux ont trois lignes formant deux bandes qui s'étendent de près de la tête à près du milieu de la queue. La région labiale est légèrement élargie, la lance absente. Le pharynx apparaît parfois comme une chambre ouverte aux parois légèrement sclérifiées. L'œsophage est un tube mince avec un anneau nerveux près de sa base. Le pore excréteur se situe en face de la base de l’œsophage. L'hémizonide est très distinct, légèrement antérieur au pore excréteur. Les cellules intestinales sont vacuolées, avec des granules épars.  Le testicule est allongé, légèrement inférieur à la moitié de la longueur du corps. La spicule est semi-circulaire. La bourse est large, environ trois fois plus longue que la largeur du corps. La queue est conoïde jusqu'à la petite extrémité pointue.